# Налетиха
Налетиха — деревня в Тогучинском районе Новосибирской области. Входит в состав Усть-Каменского сельсовета.

## География
Площадь деревни — 18 гектаров.

## Население
| 2002 | 2007 | 2010 |
| ---- | ---- | ---- |
| 158  | ↘142 | ↘107 |

## Инфраструктура
В деревне по данным на 2007 год функционирует 1 учреждение здравоохранения.